# Orhan Pamuk
Ferit Orhan Pamuk (Istanboel, 7 juni 1952) is een Turkse schrijver.
Hij geniet internationaal aanzien als een van de grootste Turkse schrijvers van het moment en van deze eeuw. Belangrijkste thema's in zijn werk zijn de conflicten en de tegenstellingen tussen Oost en West, islam en christendom, traditie en moderniteit. Deze thema's worden behandeld in een schrijfstijl die "een mengsel is van oosterse verteltraditie en stijlelementen van de westerse moderniteit" (bron: Juryrapport Vredesprijs). Zijn boeken zijn vertaald in dertig talen. In 2006 is aan Pamuk de Nobelprijs voor Literatuur toegekend. Hij is hiermee de eerste Turk die deze prijs ten deel is gevallen.

## Sneeuw
De roman Sneeuw (2003; oorspronkelijk Turkse titel: Kar, 2002) wordt algemeen beschouwd als een van Pamuks belangrijkste werken. Het boek speelt zich af in de oostelijke Turkse grensplaats Kars, plaats van ontmoeting van verschillende culturen en religies, van Koerden, Russen, Armeniërs en Turken, van radicalen en gematigden. De dichter Ka, die als balling in Frankfurt woont, komt er een onderzoek instellen naar het verschijnsel dat meisjes met hoofddoeken zelfmoord plegen. Gedurende de dagen dat hij in de besneeuwde en daardoor van de rest van Turkije geïsoleerde stad doorbrengt, maakt hij het optreden mee van de kemalistische steracteur Sunay Zaim en zijn licht hysterische vrouw Funda Eser. Tijdens de eerste voorstelling vindt er een couppoging plaats. Maar doordat voorstelling en werkelijkheid door elkaar lopen is het aanvankelijk onduidelijk wat er gebeurt. Tegelijkertijd ontwikkelt Ka een hevige verliefdheid op de prachtige Ipek, een liefde die ook beantwoord wordt, al blijkt uiteindelijk dat zij op de extremistische moslim Indigo verliefd is. Ipek en haar sluierdragende zusje Kadife zijn twee manifestaties van verschillend religieus bewustzijn, maar bij Pamuk is bijna niets wat het lijkt. Zijn uiteenzetting over religiositeit versus secularisme, moslimextremisme tegenover militaire macht is eerst en vooral een uiteenzetting over de onkenbaarheid en verwisselbaarheid van de dingen. Pamuk voert ook zichzelf op, als de schrijver die vier jaar na alle gebeurtenissen Kars bezoekt, omdat hij na de moord op Ka (vermoedelijk door extremistische moslims in Duitsland) een roman over alle gebeurtenissen wil schrijven aan de hand van de aantekenboekjes van Ka, en omdat hij benieuwd is waar toch de dichtbundel is gebleven die Ka in Kars heeft geschreven.

Sneeuw heeft absurdistische kenmerken (zo worden de berichten in de lokale krant van Kars al geschreven voordat de beschreven feiten gebeurd zijn. Als Ka gemarteld is door de politie zitten allen rustig naar een soap op de televisie te kijken), en de beschreven wereld vol geweld, politie- en militaire terreur, spionage en paranoia neemt vaak Kafkaiaanse trekken aan. Het boek is doordrenkt van ironie; praktisch alles wat wordt beschreven wordt zo voorgesteld dat het nauwelijks serieus te nemen is, en dat eigenlijk niets zeker blijkt. Daarin ligt voor de schrijver ook de mogelijkheid om de absurditeit van het bestaan te laten zien, en vooral ook de absurditeit van ideologische, mensonwaardige tegenstellingen. Het besneeuwde decor van het verhaal lijkt te betekenen dat de gehele stad bedekt wordt als met een wollen deken, die isoleert en het haar tegelijkertijd, zoals de sneeuw op een verstoord televisiebeeld, onmogelijk maakt om wat dan ook scherp te zien.

## Istanbul: herinneringen en de stad
Pamuk beschrijft in deze roman het levensgevoel van zijn stadsgenoten. Met het woord "hüzün" is alles gezegd. Dit Arabische leenwoord betekent wanhoop, verdriet en hopeloosheid. Uit het dagelijks leven is de zwartgalligheid niet weg te denken. Opvallend genoeg gaat het niet over de droevigheid van het individu, maar over die van de bewoners. Hüzün wordt beschreven als een besmettelijke ziekte.
De hardnekkigheid van het virus is te wijten aan de ondergang van de Ottomaanse glansperiode. Grote moskeeën en trotse historische gebouwen staan in schril contrast tot het algehele verval van de stad. Je ziet het ook aan de muisgrijze kleding van de mensen op de Galatabrug. Wanneer het ´s winters wekenlang miezert, ligt het zwart-witgevoel voor het grijpen.
Om de ondergang van de metropool te voorkomen, zou men zich sterker op Europa moeten focussen.

## Bibliografie

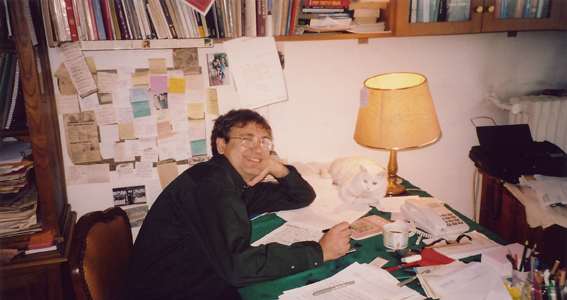
Orhan Pamuk